# Out of the Shadows (film 1912)
Out of the Shadows è un cortometraggio muto del 1912 diretto da Rollin S. Sturgeon.

## Produzione
Il film fu prodotto dalla Vitagraph Company of America.

## Distribuzione
Distribuito dalla General Film Company, il film - un cortometraggio in una bobina - uscì nelle sale cinematografiche statunitensi il 7 novembre 1912, in quelle del Regno Unito il 15 febbraio 1913.